# Antepione imitata
Antepione imitata là một loài bướm đêm thuộc họ Geometridae. Nó được biết đến ở tây Texas, Colorado và New Mexico tới nam Arizona và có lẽ cũng hiện diện ở bắc México. 
Sải cánh dài 35–37 mm. Có ba lứa một năm in tây nam Arizona và south-tây New Mexico. Chúng bay mạnh nhất vào đầu tháng 4 và đầu tháng 5
Ấu trùng được ghi nhận ăn Ribes aureum.

## Hình ảnh

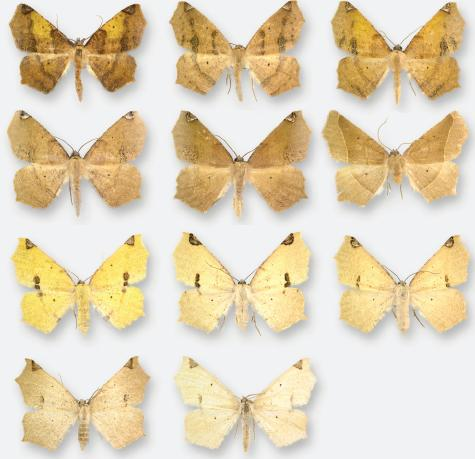
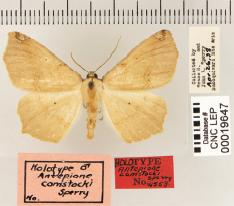
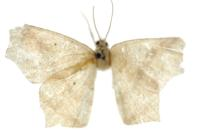
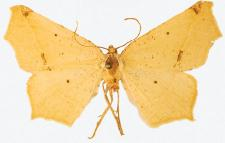